# زمین‌لرزه ۲۰۰۷ گواتمالا
زمین‌لرزه گواتمالا  در تاریخ ۱۳ ژوئن ۲۰۰۷ میلادی، برابر با ‎۲۳ خرداد ۱۳۸۶، ساعت ۱۹:۲۹:۴۰ به زمان یوتی‌سی در گواتمالا رخ داد. ژرفای این زلزله ۲۳ کیلومتر بود، و بزرگی آن ۶٫۷ در مقیاس Mw اعلام شده‌است. زمین‌لرزه به وقت محلی در روز چهارشنبه، ساعت ۱۳ روی داده و منطقه زمانی آن یوتی‌سی -۶ بوده‌است .
سازمان زمین‌شناسی آمریکا نیز رومرکز این زمین‌لرزه را در مختصات ۱۳°۳۳′۱۴″شمالی ۹۰°۳۷′۰۵″غربی / ۱۳٫۵۵۴°شمالی ۹۰٫۶۱۸°غربی و ژرفای آنرا در ۲۳ کیلومتر گزارش کرده‌است. بزرگی برگزیدهٔ این سازمان از میان بزرگیهای محاسبه‌شدهٔ مختلف ۶٫۷ در مقیاس Mw بوده و از دید اثر، در میان چهار دسته‌بندی «نامحسوس»، «محسوس»، «زیان‌آور» یا «با تلفات»، زلزله را «زیان‌آور» اعلام کرده‌است.
پروژهٔ «تنسور گشتاور مرکزوار» زاویه‌های (راستا، شیب، ریک) گسل سازندهٔ زمین‌لرزه و صفحه عمود بر آنرا (°۲۸۶، °۳۱، °۷۵) یا (°۱۲۴، °۶۰، °۹۹) و نوع گسل را «معکوس» فرارسانده‌است.